# Jujuy (provincie)
Jujuy is een van de 23 provincies van Argentinië, gelegen in het uiterste noordwesten van het land. De provincie grenst in het noorden aan Bolivia, in het westen aan Chili en wordt verder omringd door de provincie Salta. De provinciale hoofdstad is San Salvador de Jujuy.

## Departementen
De provincie is onderverdeeld in 16 departementen (departamentos).

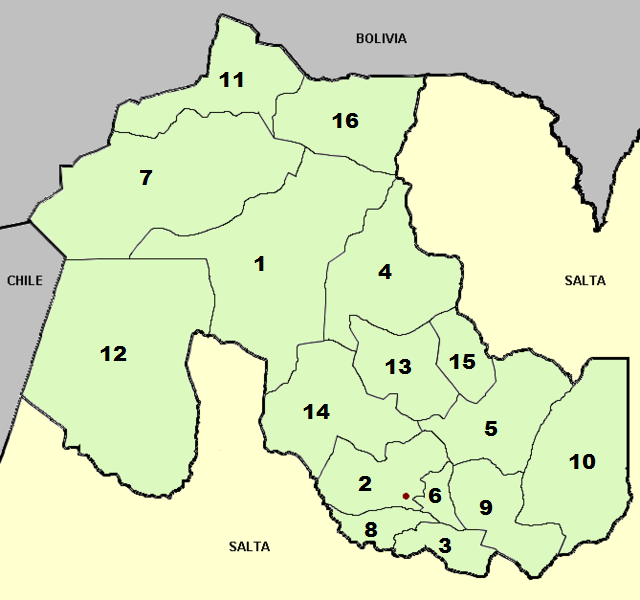
Bestuurlijke indeling van de provincie Jujuy en haar hoofdstad

| Nr. | Departement | Departement            | Hoofdplaats                   | Inwoners | Oppervlakte |
| --- | ----------- | ---------------------- | ----------------------------- | -------- | ----------- |
| 1   |             | Cochinoca              | Abra Pampa                    | 12.111   | 7.837 km²   |
| 2   |             | Doctor Manuel Belgrano | San Salvador de Jujuy         | 278.336  | 1.917 km²   |
| 3   |             | El Carmen              | El Carmen                     | 84.667   | 912 km²     |
| 4   |             | Humahuaca              | Humahuaca                     | 16.765   | 3.792 km²   |
| 5   |             | Ledesma                | Libertador General San Martín | 75.716   | 3.249 km²   |
| 6   |             | Palpalá                | Palpalá                       | 48.199   | 467 km²     |
| 7   |             | Rinconada              | Rinconada                     | 2.298    | 6.407 km²   |
| 8   |             | San Antonio            | San Antonio                   | 3.698    | 690 km²     |
| 9   |             | San Pedro              | San Pedro de Jujuy            | 71.037   | 2.150 km²   |
| 10  |             | Santa Bárbara          | Santa Clara                   | 17.115   | 4.448 km²   |
| 11  |             | Santa Catalina         | Santa Catalina                | 3.140    | 2.960 km²   |
| 12  |             | Susques                | Susques                       | 3.628    | 9.199 km²   |
| 13  |             | Tilcara                | Tilcara                       | 10.403   | 1.845 km²   |
| 14  |             | Tumbaya                | Tumbaya                       | 4.553    | 3.442 km²   |
| 15  |             | Valle Grande           | Valle Grande                  | 2.386    | 962 km²     |
| 16  |             | Yavi                   | La Quiaca                     | 18.160   | 2.942 km²   |

## Zoutvlakte
In het noorden ligt, in het grensgebied met Chili en Bolivia, het zoutmeer Salinas Grandes. De oorspronkelijke bevolking van Kolla's en Atacama's leven van de zoutwinning maar worden in bestaan bedreigd door multinationals die afgekomen zijn op de litiumvoorraden in de bodem. Litium is nodig voor batterijen en speelt een belangrijke rol in de energietransitie. Maar de wijze van winning door het oppompen van miljoenen liters pekelwater dreigt de hele bodemstructuur te vernietigen en een tekort aan drinkwater te veroorzaken.

## Galerij

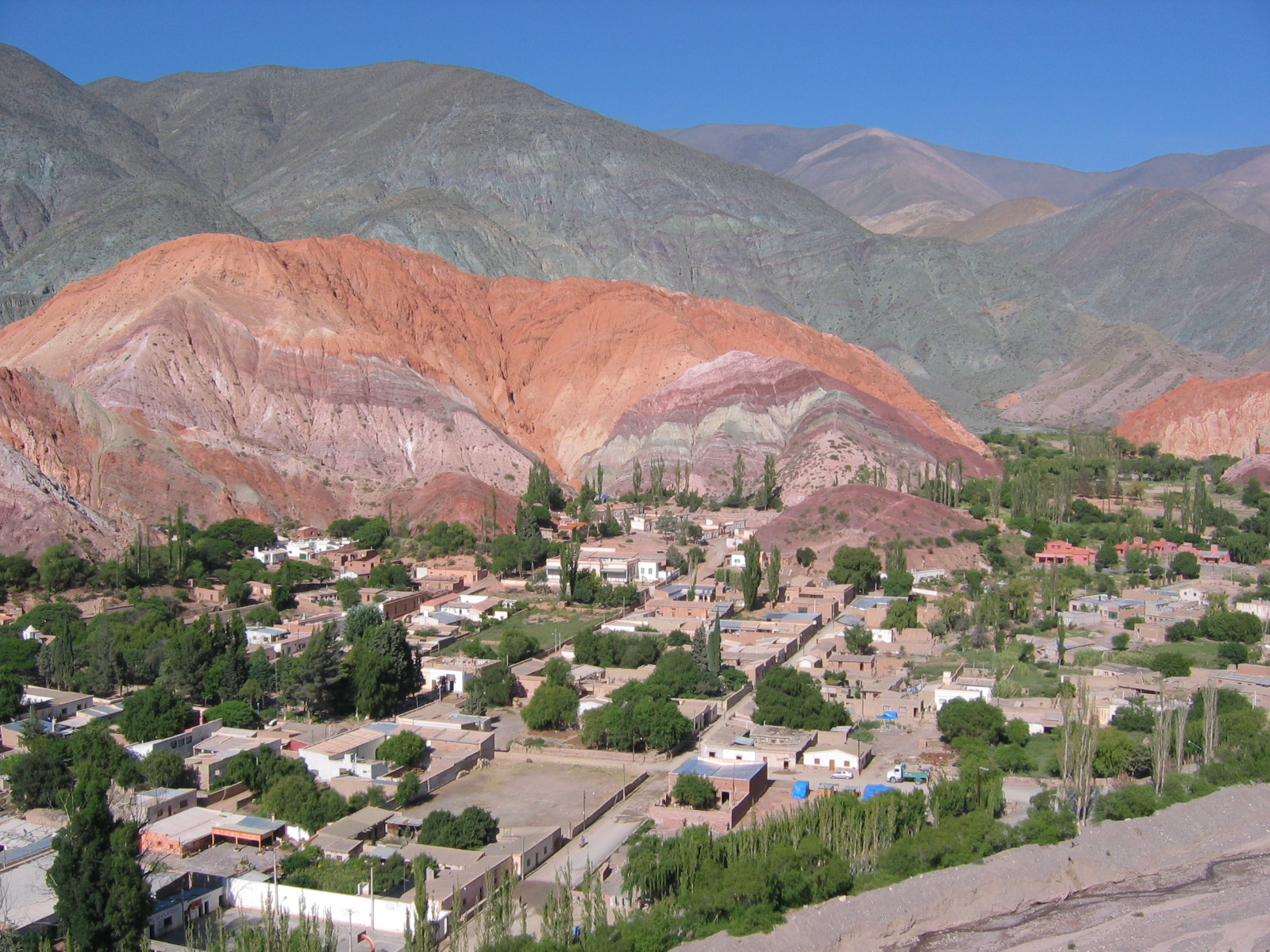
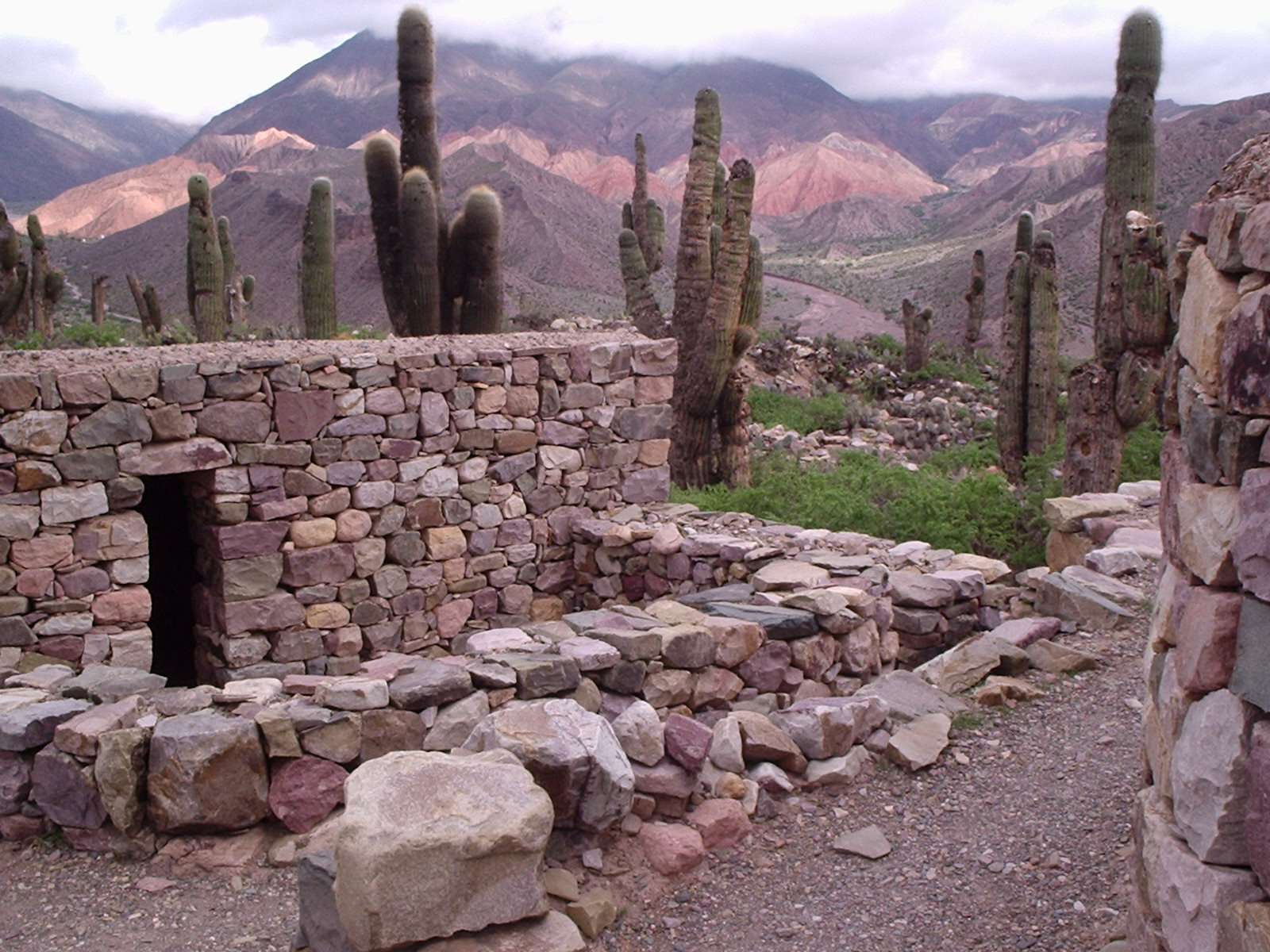
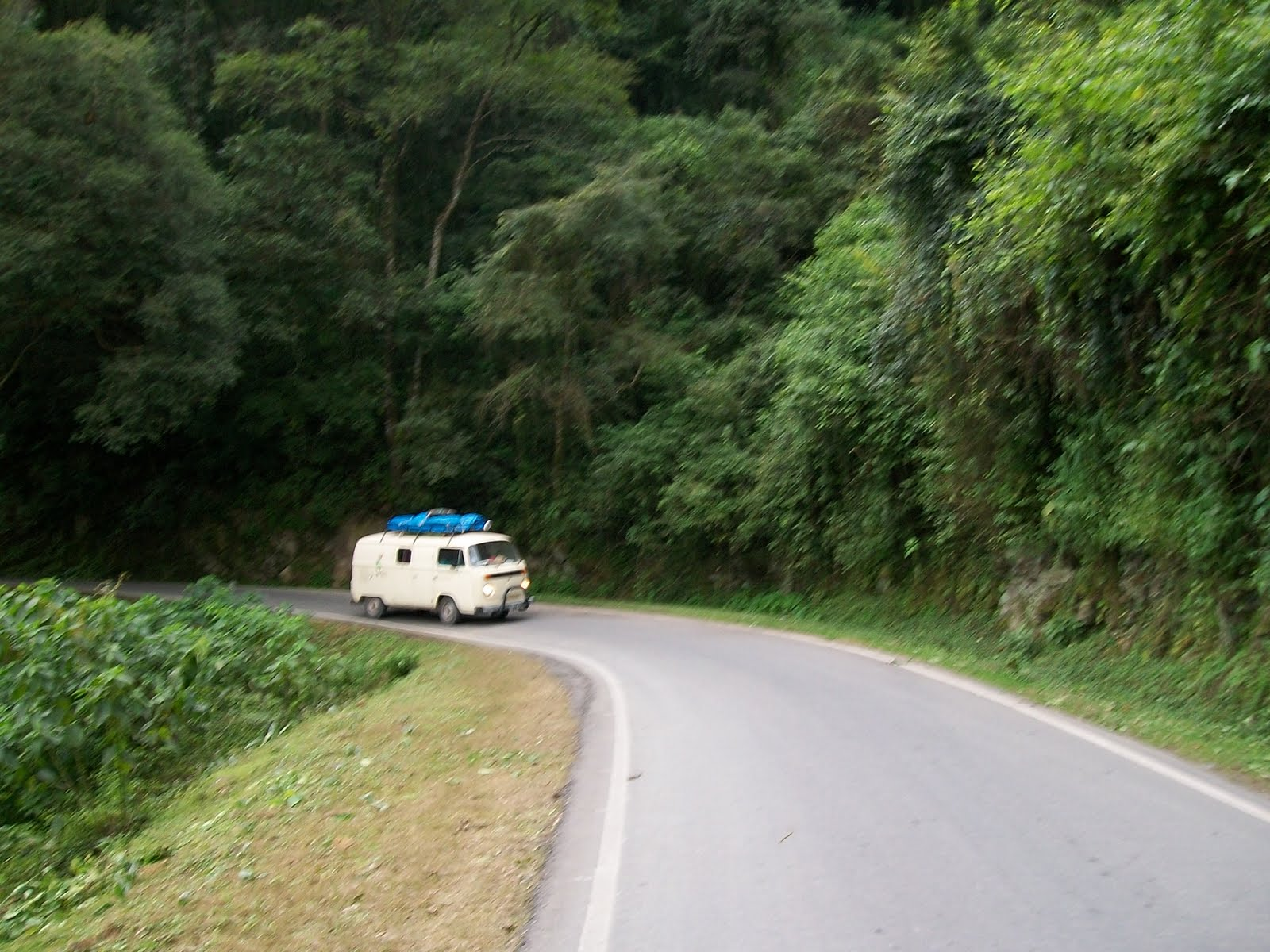
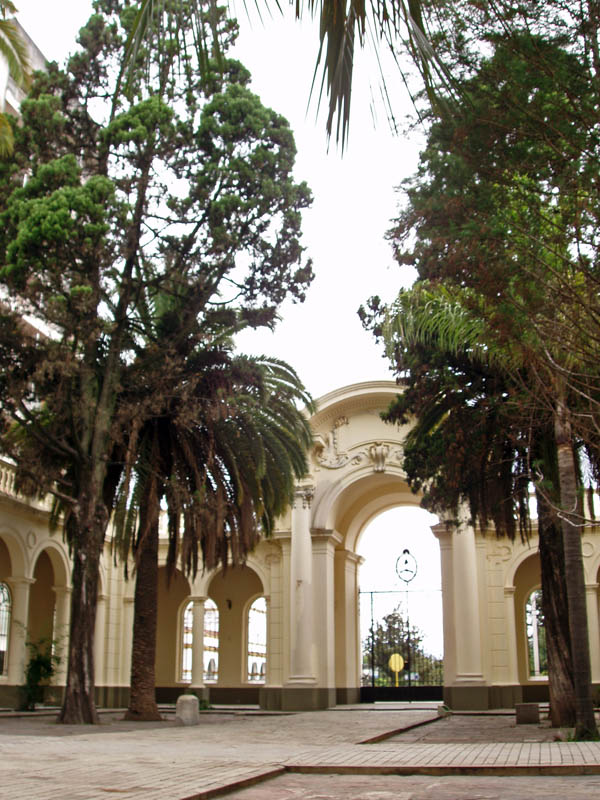